# Карл-Отто Кох
Карл-Отто Кох (нім. Karl-Otto Koch; 2 серпня 1897, Дармштадт — 5 квітня 1945, Бухенвальд) — штандартенфюрер СС, комендант концтаборів Заксенгаузен (липень 1936 — липень 1937), Бухенвальд (1937—1941) і Майданек.

## Біографія
До Першої світової війни Кох працював банківським клерком. Під час війни він був захоплений в полон британськими військами і містився в полоні до 1919 року.
У 1930 році Кох вступив в НСДАП, а незабаром і в СС. У 1934 році він був призначений комендантом концтабору Ліхтенбург. Два роки по тому Коха перевели в Заксенгаузен. Незабаром він одружився з Ільзою Келер, з якою він був знайомий вже два роки і яка теж працювала в Заксенгаузені. У 1937 році Коха призначили комендантом щойно створеного табору Бухенвальд. Ільза переїхала разом з чоловіком і пізніше стала одним з наглядачів.
Карлу і, особливо, Ільзі Кох, яку часто називають «Бухенвальською відьмою» (нім. Die Hexe von Buchenwald), приписуються жорстокі вбивства і тортури ув'язнених. Існує легенда про те, що вдома у Кохів зберігалися абажури, виготовлені з людської шкіри, однак на післявоєнному процесі над Ільзою Кох достовірних доказів цього пред'явлено не було.
У вересні 1941 року Кох став комендантом Майданека. Менш ніж через рік (24 серпня 1942) він був відсторонений від посади через підозри в корупції і присвоєння державного майна. У наступному році в рамках розслідування випадків корупції в СС Коху були пред'явлені звинувачення у вбивстві лікаря Вальтера Кремера і його помічника, які могли проговоритися, що лікували Коха від сифілісу. Справа вів суддя Георг Конрад Морген, який розслідував і інші злочини, скоєні посадовими особами в концтаборах. Ільза Кох звинувачувалася в привласненні великої суми, але була виправдана, а Карл Кох був визнаний винним у вбивстві і розстріляний 5 квітня 1945 року.

## Нагороди[8]

### Перша світова війна
- Залізний хрест 2-го класу
- Нагрудний знак пілота-спостерігача (Пруссія)
- Нагрудний знак «За поранення» в чорному

### Міжвоєнний період
- Почесний хрест ветерана війни з мечами
- Кільце «Мертва голова»[9]
- Почесна шпага рейхсфюрера СС[9]

### Друга світова війна
- Хрест Воєнних заслуг 2-го і 1-го класу з мечами
- Золотий партійний знак НСДАП